# Poggio Torriana
Poggio Torriana é uma comuna italiana da região de Emília-Romanha, Província de Rimini, com cerca de 5.123 habitantes. Estende-se por uma área de 34,74 km², tendo uma densidade populacional de 147,47 hab/km². Faz fronteira com Borghi (FC), Novafeltria, San Leo, Santarcangelo di Romagna, Sogliano al Rubicone (FC), Verucchio.
Com a unificação das comunas Poggio Berni e Torriana, foi criada oficialmente no dia 1º janeiro 2014 como resultado de um referendo popular ocorrido no dia 6 de outubro de 2013.

## Demografia
| Variação demográfica do município entre 1861 e 2011                               |
|                                                                                   |
| Fonte: Istituto Nazionale di Statistica (ISTAT) - Elaboração gráfica da Wikipedia |